# Eusebio Guilarte Mole
Eusebio Guilarte Mole (La Paz, Imperio español; 15 de octubre de 1805-Cobija, Chile o Bolivia; 11 de junio de 1849) fue un político y militar boliviano. Gobernó la República de Bolivia (mediante sucesión constitucional) bajo el título de presidente del Consejo Nacional (o de Estado) desde diciembre de 1847 hasta enero de 1848.

## Biografía
Fue hijo natural de un viajero y comerciante español asentado en Santa Ana de Yacuma, Miguel Guilarte, y de doña Lorenza Mole, una cacique del pueblo movima. Como alumno del Colegio Seminario se unió al ejército patriota y su primera acción fue la batalla de Zepita en el Batallón Pichincha.
Posteriormente en el ejército de Andrés de Santa Cruz hizo la campaña del Perú y tomó parte en las batallas de Yanacocha y Uchumayo, donde salió herido. Fue ascendido a coronel y participó en la batalla de Ingavi en 1841, durante la Guerra entre Perú y Bolivia. Fue designado diplomático ante el Brasil.
José Ballivián en su gobierno lo nombró miembro del Consejo de Estado. El 23 de diciembre de 1847 fue investido presidente de Bolivia por el renunciante Gral. Ballivián. Gobernó apenas diez días, pues su débil gobierno fue derrocado al poco tiempo por José Miguel de Velasco.
Murió asesinado en el litoral boliviano, en Cobija, el 11 de junio de 1849.